# Ahrensborg Clausen
Georg Frederik Ahrensborg Clausen (født 20. juni 1895 på Frederiksberg, død 4. juli 1967 sammesteds) var en dansk landevejscykelrytter, som deltog i de olympiske lege i 1920 i Antwerpen og 1924 i Paris.
Landevejscykling foregik i den periode som enkeltstart, og Ahrensborg Clausen var dansk mester i 1920 samt sølvmedaljevinder det følgende år. Ved sommer-OL blev han nummer 20 i tiden  5:02:12,2 for de 175 km og som del af det danske hold, der desuden bestod af Christian Johansen, Arnold Lundgren og Christian Frisch, blev han nummer fire (resultaterne blev opgjort ved at lægge rytternes køretider sammen).
Ved OL i 1924 deltog blot to danskere i landevejscykling, og Ahrensborg Clausen var den eneste heraf, der gennemførte de 188 km. Med tiden 7:19:16,4 blev han nummer 38 blandt de 60 ryttere, der gennemførte løbet.